# San Cristóbal de la Donzell
San Cristóbal de la Donzell fue una localidad española, hoy día deshabitada, del municipio de la Baronía de Rialp, perteneciente a la provincia de Lérida, en la comunidad autónoma de Cataluña.

## Historia
A mediados del siglo XIX, el lugar, por entonces con ayuntamiento propio, tenía contabilizada una población de 52 habitantes. Aparece descrito en el séptimo volumen del Diccionario geográfico-estadístico-histórico de España y sus posesiones de Ultramar de Pascual Madoz de la siguiente manera:

CRISTÓBAL DE LA DONZELL (San): l. con ayunt. en la prov. de Lérida (15 horas), part. jud. de Tremp (10), aud. terr. y c. g. de Cataluña (Barcelona 32), dióc. de Urgel (14): consta de 3 cas. sit. al E. de un monte á larga dist. el uno del otro: el de San Cristóbal de la Donzell, tiene 6 casas, 2 la Dancell y otras dos Perecolls, todas de piedra en su parte esterior y de madera en su interior, bajas y muy miserables; hay una capilla en San Cristóbal de la Donzell, dedicada á San Cristóbal, la cual es eneja de la parr. de Puig, á la que pertenece este pueblo, y el cura párroco alterna en la celebracion de la misa con los de San Martin de Puig en los dias festivos. Sus vec. se proveen de agua para sus necesidades de balsas inmediatas á los respectivos cas.; el cementerio, ademas de bien ventilado se halla en buena sit. Se estiende el térm. de N. á S. 2 hor., y de E. á O. á igual dist. con poca diferencia; confinando N. con Gavarre; E. con el de Puig; S. Rialp, y O. con el de Benavent; sin embargo de que atraviesan por él varios barrancos, se secan poco despues de los aguaceros, causando grandes avenidas: el terreno es áspero, quebrado, montañoso, árido y de mala calidad; hallándose en él, en tierras de propiedad particular, muchos matorrales, encinas y robles que surten de leña á sus hab. caminos: son de pueblo á pueblo, de herradura y malos. prod.: centeno, avena, cebada, patatas; se cria ganado cabrio y de cerda, y se mantiene el vacuno y asnal preciso para el cultivo de las tierras; hay caza de perdices y conejos y algunos animales dañinos. pobl.: 10 vec., 52 alm.
(Madoz, 1847, p. 174)